# Liste der eingestellten Wiener Straßenbahnlinien
Die Liste der eingestellten Wiener Straßenbahnlinien nennt alle Linien der Straßenbahn Wien, die nicht mehr in Betrieb sind. Seit Einführung der alphanumerischen Linienbezeichnungen im Jahr 1907 kamen alle Buchstaben außer I, Q, X und Y sowie alle Zahlen bis 81 außer 19, 20 und 23 zum Einsatz, teilweise mit Indices oder vorangestellter Hunderterziffer. Eingestellte Linien, deren Liniensignal heute für eine andere Linie ohne historischen Bezug verwendet wird (z. B. 11 und 40), sind hier ebenfalls gelistet. Es werden auch Linien gelistet, die nur als Zusatz- oder Verstärkerlinien zum Einsatz kamen, wobei wiederum einige dieser Linien zeitweise auch im regulären Betrieb verkehrten (z. B. die Linie 21, die vor 1981 als Verstärkerlinie für die Linien A/AK eingesetzt wurde, aber von der Einstellung dieser Linien bis zu ihrer eigenen Einstellung als reguläre Linie verkehrte).
| Eingestellte Durchgangslinien | Eingestellte Durchgangslinien                   | Eingestellte Durchgangslinien         | Eingestellte Durchgangslinien | Eingestellte Durchgangslinien | Eingestellte Durchgangslinien |
| Linie                         | Von z. Z. der Einstellung                       | Nach z. Z. der Einstellung            | via | Betrieb                       | Bilder                        |
| ----------------------------- | ----------------------------------------------- | ------------------------------------- | --- | ----------------------------- | ----------------------------- |
| A                             | Reichsbrücke                                    | Elderschplatz                         | Lassallestraße – Praterstraße – Ring – Kai – Praterstraße – Ausstellungsstraße                                                                 | 1913–1964                     |                               |
| A                             | Kaisermühlen                                    | Elderschplatz                         | Schüttaustraße – Reichsbrücke – Lassallestraße – Praterstraße – Ring – Kai – Praterstraße – Ausstellungsstraße                                 | 1964–1966                     |                               |
| A                             | Elderschplatz                                   | Elderschplatz                         | Ausstellungsstraße – Praterstraße – Ring – Kai – Praterstraße – Ausstellungsstraße                                                             | 1966–1974                     |                               |
| A                             | Praterkai                                       | Praterkai                             | Wehlistraße – Engerthstraße – Ausstellungsstraße – Praterstraße – Ring – Kai – Praterstraße – Ausstellungsstraße – Engerthstraße – Wehlistraße | 1974–1981                     |                               |
| AK                            | Reichsbrücke                                    | Elderschplatz                         | Lassallestraße – Praterstraße – Kai – Ring – Praterstraße – Ausstellungsstraße                                                                 | 1907–1964                     |                               |
| AK                            | Kaisermühlen                                    | Elderschplatz                         | Schüttaustraße – Reichsbrücke – Lassallestraße – Praterstraße – Kai – Ring – Praterstraße – Ausstellungsstraße                                 | 1964–1966                     |                               |
| AK                            | Elderschplatz                                   | Elderschplatz                         | Ausstellungsstraße – Praterstraße – Kai – Ring – Praterstraße – Ausstellungsstraße                                                             | 1966–1974                     |                               |
| AK                            | Praterkai                                       | Praterkai                             | Wehlistraße – Engerthstraße – Ausstellungsstraße – Praterstraße – Kai – Ring – Praterstraße – Ausstellungsstraße – Engerthstraße – Wehlistraße | 1907–1981                     |                               |
| AR                            | Reichsbrücke                                    | Elderschplatz                         | Lassallestraße – Praterstraße – Ring – Kai – Praterstraße – Ausstellungsstraße                                                                 | 1907–1913                     |                               |
| B                             | Elderschplatz                                   | Reichsbrücke                          | Ausstellungsstraße – Praterstraße – Ring – Kai – Praterstraße – Lassallestraße                                                                 | 1913–1964                     |                               |
| B                             | Elderschplatz                                   | Kaisermühlen                          | Ausstellungsstraße – Praterstraße – Ring – Kai – Praterstraße – Lassallestraße – Reichsbrücke – Schüttaustraße                                 | 1964–1966                     |                               |
| B                             | Kaisermühlen                                    | Kaisermühlen                          | Schüttaustraße – Reichsbrücke – Lassallestraße – Praterstraße – Ring – Kai – Praterstraße – Lassallestraße – Reichsbrücke – Schüttaustraße     | 1966–1981                     |                               |
| BK                            | Elderschplatz                                   | Reichsbrücke                          | Ausstellungsstraße – Praterstraße – Kai – Ring – Praterstraße – Lassallestraße                                                                 | 1907–1964                     |                               |
| BK                            | Elderschplatz                                   | Kaisermühlen                          | Ausstellungsstraße – Praterstraße – Kai – Ring – Praterstraße – Lassallestraße – Reichsbrücke – Schüttaustraße                                 | 1964–1966                     |                               |
| BK                            | Kaisermühlen                                    | Kaisermühlen                          | Schüttaustraße – Reichsbrücke – Lassallestraße – Praterstraße – Kai – Ring – Praterstraße – Lassallestraße – Reichsbrücke – Schüttaustraße     | 1966–1981                     |                               |
| BR                            | Elderschplatz                                   | Reichsbrücke                          | Ausstellungsstraße – Praterstraße – Ring – Kai – Praterstraße – Lassallestraße                                                                 | 1907–1913                     |                               |
| C                             | Kaisermühlen                                    | Hernals, Teichgasse                   | Mühlfeldgasse – Taborstraße – Marienbrücke | 1910–1960                     |                               |
| E                             | Gersthof Herbeckstraße                          | Gersthof                              | Ring – Kai | 1913–1917                     |                               |
| ER                            | Gersthof Herbeckstraße                          | Gersthof                              | Ring – Kai | 1907–1913                     |                               |
| EK                            | Gersthof Herbeckstraße                          | Gersthof                              | Kai – Ring | 1907–1913                     |                               |
| E2                            | Gersthof Herbeckstraße                          | Praterstern                           | Landesgerichtsstraße | 1924–1980                     |                               |
| F                             | Währing Kreuzgasse                              | Sankt Marx                            | Ring – Landstraßer Hauptstraße | 1907–1960                     |                               |
| G                             | Hernals Wattgasse                               | Hernals Teichgasse                    | Ottakringer Straße – Ring – Burggasse – Panikengasse                                                                                           | 1907–1922                     |                               |
| G2                            | Hohe Warte                                      | Radetzkystraße Hintere Zollamtsstraße | Landesgerichtsstraße | 1928–1980                     |                               |
| H                             | Hernals Wattgasse                               | Prater Hauptallee                     | Ring – Löwengasse | 1907–1947                     |                               |
| H2                            | Hernals Wattgasse                               | Radetzkystraße Hintere Zollamtsstraße | Landesgerichtsstraße | 1910–1980                     |                               |
| J                             | Ottakring                                       | Erdberg Stadionbrücke                 | Ottakringer Straße – Neulerchenfelder Straße – Josefstädter Straße – Ring – Weiskirchnerstraße – Landstraßer Hauptstraße – Erdbergstraße       | 1907–1984                     |                               |
| J                             | Ottakring Erdbrustgasse                         | Oper Bösendorferstraße                | Ottakringer Straße – Neulerchenfelder Straße – Josefstädter Straße – Ring                                                                      | 1984–2008                     |                               |
| J2                            | Dornbach                                        | Radetzkystraße Hintere Zollamtsstraße | Sandleitengasse – Josefstädter Straße – Karlsplatz                                                                                             | 1911–1932                     |                               |
| K                             | Johnstraße Fenzlgasse                           | Rotundenbrücke                        | Felberstraße – Ring – Marxergasse | 1907–1916                     |                               |
| L                             | Rudolfsheim Betriebsbahnhof                     | Rotundenbrücke                        | Mariahilfer Straße – Ring – Löwengasse | 1907–1959                     |                               |
| M                             | Baumgarten                                      | Rotundenbrücke                        | Rudolfsheim – Ring – Kai | 1908–1945                     |                               |
| N                             | Brigittenau Wexstraße                           | Brigittenau Wexstraße                 | Ring – Kai | 1907–1945                     |                               |
| NK                            | Brigittenau Wexstraße                           | Brigittenau Wexstraße                 | Kai – Ring | 1913–1944                     |                               |
| N                             | Friedrich-Engels-Platz                          | Prater Hauptallee                     | Taborstraße – Schwedenplatz – Löwengasse | 1980–2008                     |                               |
| P                             | Ottakring Erdbrustgasse                         | Volksprater                           | Thaliastraße – Ring – Praterstraße | 1907–1959                     |                               |
| R                             | Hietzing                                        | Volksprater                           | Mariahilfer Straße – Ring – Praterstraße | 1907–1910                     |                               |
| R2                            | Mauer                                           | Praterstern                           | Mariahilfer Straße – Lothringerstraße | 1911–1919                     |                               |
| S                             | Prater Hauptallee                               | Grinzing                              | Löwengasse – Ring | 1907–1917                     |                               |
| S18                           | Ostbahnhof                                      | Grinzing                              | Gürtel – Billrothstraße | 1915–1941                     |                               |
| S2                            | Praterstern                                     | Grinzing                              | Franzenbrückenstraße – Lothringerstraße | 1925–1927                     |                               |
| S8                            | Gürtel Ullmannstraße                            | Grinzing                              | Ullmannstraße – Gürtel | 1911–1923                     |                               |
| T                             | Sankt Marx                                      | Börse Schottenring                    | Landstraßer Hauptstraße – Ring | 1945–1984                     |                               |
| TK                            | Lusthaus                                        | Erdberg Betriebsbahnhof               | Kai – Ring | 1907–1969                     |                               |
| TR                            | Prater Hauptallee                               | Prater Hauptallee                     | Ring – Kai | 1907–1912                     |                               |
| U8                            | Mauer                                           | Neuwaldegg                            | Hietzing – Linke Wienzeile – Sechshauser Straße – Gürtel                                                                                       | 1911–1925                     |                               |
| V                             | Handelskai Innstraße                            | Hernals Wattgasse                     | Taborstraße – Untere Augartenstraße – Alser Straße                                                                                             | 1908–1944                     |                               |
| W4                            | Lusthaus Hauptallee                             | Schönbrunn Stadtbahn                  | Ungargasse – Margaretenplatz | 1911–1914                     |                               |
| Z                             | Neuer Markt                                     | Lainz Jagdschloßgasse                 | Mariahilfer Straße | 1907–1911                     |                               |
| Eingestellte Rundlinien       |                                                 |                                       | |                               |                               |
| Linie                         | Von z. Z. der Einstellung                       | Nach z. Z. der Einstellung            | via | Betrieb                       | Bilder                        |
| 3                             | Margaretenplatz                                 | Wallensteinplatz                      | Neubaugasse – Spitalgasse – Alserbachstraße | 1907–1945                     |                               |
| 4                             | Südbahnhof                                      | Prater Hauptallee                     | Fasangasse – Ungargasse – Rochusgasse/Sechskrügelgasse                                                                                         | 1907–1941                     |                               |
| 106                           | Simmeringer Hauptstraße Krausegasse             | Simmeringer Lände                     | Wachthausgasse – 1. Haidequerstraße | 1942–1971                     |                               |
| 7                             | Urban-Loritz-Platz                              | Gräßlplatz                            | Gürtel – Gudrunstraße – Quellenstraße | 1907–1969                     |                               |
| 8                             | Liechtenwerder Platz                            | Meidling                              | Gürtel – Ullmannstraße – Meidlinger Hauptstraße                                                                                                | 1907–1989                     |                               |
| 11                            | Stadlauer Brücke                                | Friedrich-Engels-Platz                | Wehlistraße – Engerthstraße | 1923–1974                     |                               |
| 12                            | Volksprater                                     | Volksprater                           | Nordbahnstraße – Franz-Josefs-Bhf. – Gürtel – Südbhf. – Ungargasse (Nachtlinie)                                                                | 1917–1945                     |                               |
| 13                            | Alser Straße                                    | Südbahnhof                            | Neubaugasse – Margaretenplatz – Belvederegasse                                                                                                 | 1913–1961                     |                               |
| 14                            | Volksprater                                     | Volksprater                           | Ungargasse – Südbhf. – Gürtel – Franz-Josefs-Bhf. – Nordbahnstraße (Nachtlinie)                                                                | 1917–1945                     |                               |
| 15                            | Wallensteinplatz                                | Gellertplatz                          | Alserbachstraße – Lazarettgasse – Albertgasse – Kaiserstraße – Reinprechtsdorfer Straße                                                        | 1912–1942                     |                               |
| 16                            | Schottenring                                    | Stadlau                               | Kai – Taborstraße – Heinestraße – Reichsbrücke – Erzherzog-Karl-Str.                                                                           | 1911–1971                     |                               |
| 17                            | Floridsdorf                                     | Kagran                                | Donaufelder Straße | 1912–1971                     |                               |
| 17A                           | Floridsdorf                                     | Leopoldau                             | Leopoldauer Straße | 1961–1971                     |                               |
| 117                           | Floridsdorf                                     | Leopoldau                             | Leopoldauer Straße | 1917–1961                     |                               |
| 217                           | Floridsdorf                                     | Englisch Feld                         | Donaufelder Straße – Hirschstettner Straße | 1922–1970                     |                               |
| 317                           | Floridsdorf                                     | Groß-Enzersdorf                       | Donaufelder Straße – Hirschstettner Straße | 1922–1970                     |                               |
| 18G                           | Heiligenstadt                                   | Ostbahnhof                            | Wiener Elektrische Stadtbahn: bis Abzweigstelle Gumpendorfer Straße Straßenbahn: Abzweigstelle Gumpendorfer Straße bis Ostbahnhof              | 1925–1945                     |                               |
| 118                           | Stadtbahn Josefstädter Straße                   | Stadionbrücke                         | Gürtel – Schlachthausgasse | 1914–1964                     |                               |
| Eingestellte Radiallinien     |                                                 |                                       | |                               |                               |
| Linie                         | Von z. Z. der Einstellung                       | Nach z. Z. der Einstellung            | via | Betrieb                       | Bilder                        |
| 21                            | Schwedenplatz                                   | Praterkai                             | Taborstraße – Heinestraße – Ausstellungsstraße                                                                                                 | 1907–2008                     |                               |
| 22                            | Praterstern                                     | Kaisermühlen                          | Lassallestraße – Reichsbrücke – Schüttaustraße                                                                                                 | 1907–1982                     |                               |
| 24                            | Schottenring                                    | Kaisermühlen                          | Taborstraße – Heinestraße – Lassallestraße – Schüttaustraße                                                                                    | 1907–1965                     |                               |
| 24K                           | Kaisermühlen                                    | Kaisermühlen                          | Kai – Ring – Taborstraße – Lassallestraße – Schüttaustraße                                                                                     | 1938–1959                     |                               |
| 24R                           | Kaisermühlen                                    | Kaisermühlen                          | Ring – Kai – Taborstraße – Lassallestraße – Schüttaustraße                                                                                     | 1938–1959                     |                               |
| 25K                           | Leopoldau                                       | Leopoldau                             | Kai – Ring – Praterstraße – Lassallestraße – Wagramer Straße                                                                                   | 1956–1981                     |                               |
| 25R                           | Leopoldau                                       | Leopoldau                             | Ring – Kai – Praterstraße – Lassallestraße – Wagramer Straße                                                                                   | 1956–1981                     |                               |
| 27                            | Eßlinggasse                                     | Reichsbrücke                          | Taborstraße – Heinestraße – Lassallestraße | 1907–1933                     |                               |
| 28                            | Schottenring                                    | Handelskai                            | Taborstraße – Dresdner Straße – Innstraße | 1907–1945                     |                               |
| 29                            | Schwedenplatz                                   | Friedrich-Engels-Platz                | Taborstraße – Dresdner Straße | 1907–1980                     |                               |
| 31⁄5                          | Josefstädter Straße                             | Gerasdorfer Straße                    | Spitalgasse – Jägerstraße – Floridsdorfer Brücke – Brünner Straße                                                                              | 1928–1996                     |                               |
| 32                            | Schottenring                                    | Strebersdorf                          | Untere Augartenstraße – Klosterneuburger Straße – Floridsdorfer Brücke – Prager Straße                                                         | 1912–1996                     |                               |
| 33                            | Kai, Schottenring                               | Bahnhof Brigittenau                   | Untere Augartenstraße – Obere Augartenstraße – Klosterneuburger Straße                                                                         | 1907–1972                     |                               |
| 34                            | Wexstraße                                       | Barawitzkagasse                       | Brigittenauer Lände – Heiligenstädter Brücke                                                                                                   | 1907–1940                     |                               |
| 35                            | Liechtenwerder Platz                            | Zentralfriedhof                       | Porzellangasse – Ring – Rennweg | 1907–2000                     |                               |
| 36                            | Börse                                           | Nußdorf                               | Porzellangasse – Heiligenstädter Straße | 1907–1973                     |                               |
| 39                            | Schottentor                                     | Sievering                             | Nußdorfer Straße – Billrothstraße – Sieveringer Straße                                                                                         | 1907–1970                     |                               |
| 40                            | Börse                                           | Türkenschanzpark                      | Liechtensteinstraße – Sechsschimmelgasse – Sternwartestraße – Gymnasiumstraße – Hasenauerstraße                                                | 1907–1960                     |                               |
| 41A                           | Gersthof                                        | Herbeckstraße                         | Herbeckstraße | 1911–1965                     |                               |
| 42A                           | Elterleinplatz                                  | Vinzenzgasse                          | Hormayrgasse | 1912–1923                     |                               |
| 45                            | Uhlplatz                                        | Ottakring                             | Neulerchenfelder Straße | 1907–2009                     |                               |
| 47                            | Joachimsthalerplatz                             | Baumgartner Höhe (Steinhof)           | Flötzersteig | 1908–1962                     |                               |
| 48                            | Bellaria                                        | Dornbach                              | Burggasse – Herbststraße – Panikengasse – Wilhelminenstraße                                                                                    | 1907–1968                     |                               |
| 50                            | Burgring                                        | Breitensee                            | Mariahilfer Straße – Gürtel – Märzstraße | 1907–1933                     |                               |
| 51                            | Burgring                                        | Johnstraße                            | Mariahilfer Straße – Gürtel – Felberstraße | 1907–1940                     |                               |
| 54                            | Burgring                                        | Bhf. Rudolfsheim                      | Mariahilfer Straße | 1907–1947                     |                               |
| 55                            | Burgring                                        | Hietzing                              | Mariahilfer Straße-Schlossallee | 1907–1927                     |                               |
| 56                            | Burgring                                        | Schönbrunn                            | Mariahilfer Straße | 1907–1923                     |                               |
| 57                            | Burgring                                        | Rudolfsheim                           | Gumpendorfer Straße – Sechshauser Straße | 1907–1966                     |                               |
| 58                            | Westbahnhof S U                                 | Unter-St.-Veit Hummelgasse            | Mariahilfer Straße – Schloßallee – Hadikgasse – Kennedybrücke – Hietzinger Hauptstraße                                                         | 1908–2017                     |                               |
| 158                           | Unter St. Veit                                  | Ober St. Veit                         | Hietzinger Hauptstraße | 1914–1958                     |                               |
| 59                            | Burgring                                        | Lainz                                 | Mariahilfer Straße – Lainzer Straße | 1908–1972                     |                               |
| 60⁄62                         | Kennedybrücke                                   | Lainz Wolkersbergenstraße             | Lainzer Straße – Wolkersbergenstraße | 1963–1996                     |                               |
| 360                           | Mauer                                           | Mödling                               | Rodaun – Perchtoldsdorf | 1921–1967                     |                               |
| 61                            | Oper                                            | Meidling                              | Naschmarkt – Rechte Wienzeile – Margaretenplatz – Arbeitergasse – Dörfelstraße                                                                 | 1907–1960                     |                               |
| 61                            | Kennedybrücke                                   | Lainz, Wolkersbergenstraße            | Lainzer Straße – Wolkersbergenstraße | 1996–2000                     |                               |
| 63                            | Oper                                            | Schönbrunn Meidlinger Tor             | Naschmarkt – Margaretenstraße – Schönbrunner Straße                                                                                            | 1907–1959                     |                               |
| 64                            | Meidling                                        | Siebenhirten                          | Eichenstraße – U6-Strecke | 1979–1995                     |                               |
| 65                            | Oper                                            | Stefan-Fadinger-Platz                 | Wiedner Hauptstraße – Knöllgasse | 1907–2008                     |                               |
| 165                           | Oper                                            | Inzersdorf                            | Wiedner Hauptstraße – Triester Straße | 1924–1962                     |                               |
| 66                            | Oper                                            | Raxstraße                             | Wiedner Hauptstraße – Favoritenstraße – Laxenburger Straße                                                                                     | 1907–1978                     |                               |
| 67                            | Reumannplatz                                    | Otto-Probst-Platz                     | Quellenstraße – Laxenburger Straße – Troststraße – Neilreichgasse – Otto-Probst-Straße                                                         | 1978–2019                     |                               |
| 167                           | Oper                                            | Kurzentrum Oberlaa                    | Wiedner Hauptstraße – Favoritenstraße | 1907–1978                     |                               |
| 68                            | Oper                                            | Südbahnhof                            | Wiedner Hauptstraße – Favoritenstraße | 1907–1918                     |                               |
| 69                            | Schwarzenbergplatz                              | Südbahnhof                            | Prinz-Eugen-Straße | 1907–1975                     |                               |
| 70                            | Stubentor                                       | Südbahnhof                            | Ungargasse | 1907–1917                     |                               |
| 72                            | Zentralfriedhof                                 | Schwechat                             | Simmeringer Hauptstraße – Wiener Straße | 1907–1961                     |                               |
| 72                            | Schlachthausgasse                               | Zentralfriedhof                       | Simmeringer Hauptstraße | 1991–2003                     |                               |
| 73                            | Simmering                                       | Kaiserebersdorf                       | Kaiserebersdorfer Straße | 1912–1961                     |                               |
| 74                            | Stubentor                                       | St. Marx                              | Landstraßer Hauptstraße | 1907–1973                     |                               |
| 75                            | Stubentor                                       | Stadionbrücke                         | Landstraßer Hauptstraße – Erdbergstraße | 1907–1973                     |                               |
| 78                            | Prater Hauptallee                               | Stadionbrücke                         | Radetzkystraße – Invalidenstraße – Erdbergstraße                                                                                               | 1907–1984                     |                               |
| 80                            | Ring, Kopalplatz beziehungsweise Rotundenbrücke | Lusthaus                              | Marxergasse – Rotundenbrücke – Schüttelstraße                                                                                                  | 1909–1969                     |                               |
| 81                            | Praterstern                                     | Messe                                 | Ausstellungsstraße | 1986–2008                     |                               |